# 第一軍團 (美國)
第一軍團（英語：First Army）是美國陸軍歷史最悠久的軍團，曾參與第一次世界大戰和第二次世界大戰，現在任務是動員和訓練預備役部隊。

## 歷史
第一軍團於1918年8月10日成立，是美國遠征軍的第一個軍團，由遠征軍總司令約翰·潘興直接擔任指揮官。第一軍團計畫並指揮美軍在第一次世界大戰的第一次大規模進攻，即聖米耶勒攻勢，1919年4月20日在法國解編。
第一軍團在1927年重啟，1933年在紐約州總督島傑堡成立。
隸屬於第二十一集團軍的第一軍團由奧馬爾·布雷德利中將擔任指揮官，在諾曼第登陸中指揮所有美國地面部隊。登陸後的第一軍團先向西進攻並孤立了科唐坦半島，接著佔領瑟堡。攻占瑟堡後，第一軍團向南進攻，發起眼鏡蛇行動。隨著更多美軍抵達法國，第一軍團移交給第十二集團軍，第一軍團指揮官由考特尼·霍奇斯中將接任。
第一軍團最後在1945年4月18日抵達易北河，這是美國和蘇聯之間商定的分界。第一軍團在1945年底返回美國，準備前往太平洋戰場，但日本投降後任務取消。
第一軍團於1957年更名為美國第一軍團。1966年，第一軍團搬遷到馬里蘭州米德堡。1973年，第一軍團的任務由從訓練現役部隊轉變為預備役部隊。1993年的時候，第一軍團下轄第75師、第78師、第85師、第87師、第91師。
第一軍團在2005年卡崔娜颶風災難的聯邦救援工作有巨大貢獻，時任指揮官羅素·L·奧諾雷中將就是來自路易斯安那州，第一軍團在這次行動中獲得聯合功勳單位獎。
2006年，第一軍團作為美國陸軍重組計劃的一部分，接手美國第五軍團負責訓練美國西部軍事單位的職責，並裁撤原本的訓練師，改為東部師和西部師。
美國第一軍團於2006年10月3日更名為第一軍團。

## 組織
第一軍團的下屬單位目前有：
- 第一軍團東部師
  - 第4騎兵旅（英语：4th Cavalry Brigade (United States)）
  - 第157步兵旅（英语：157th Infantry Brigade (United States)）
  - 第174步兵旅（英语：174th Infantry Brigade (United States)）
  - 第177裝甲旅（英语：177th Armored Brigade (United States)）
  - 第188步兵旅（英语：188th Infantry Brigade (United States)）
- 第一軍團西部師
  - 第5裝甲旅（英语：5th Armored Brigade (United States)）
  - 第120步兵旅（英语：120th Infantry Brigade (United States)）
  - 第166航空旅（英语：166th Aviation Brigade (United States)）
  - 第181步兵旅（英语：181st Infantry Brigade (United States)）
  - 第189步兵旅